# Eucrita
Les eucrites són un grup de meteorits que pertanyen a la classe de les acondrites asteroidals. Formen part del clan dels meteorits HED perquè provenen de la superfície de l'asteroide (4) Vesta.
Les eucrites reben el seu nom de la paraula grega eukritos que significa "fàcilment distingible", fent referència als minerals silicats que s'hi troben, que es poden distingir fàcilment per la seva mida de gra relativament gran. "Eucrita" és també un terme obsolet per a bytownita-gabre, una roca ígnia formada a l'escorça terrestre; el terme va ser usat com a nom d'un tipus de roca per a algunes de les roques ígnies del Paleogen d'Escòcia.

## Formació
Les eucrites consisteixen en roca basàltica de l'escorça de (4) Vesta, o un cos progenitor similar. Estan majoritàriament compostes de piroxens pobres en calci, pigeonita i plagioclasa rica en calci (anortita).

## Classificació
Sobre la base de les diferències de composició química i característiques dels cristalls que les componen, es subdivideixen en diversos grups:
- Les eucrites no acumulables són la varietat més comuna i es poden subdividir encara més:
  - Les eucrites de la sèrie principal, que es van formar a prop de la superfície i són majoritàriament, encara que no exclusivament, bretxes de regolita litiades sota la pressió de dipòsits més nous.
  - Les eucrites de tendència estel·lar, una varietat poc freqüent.
  - Les eucrites de Nuevo Laredo, que es creu que provenen de capes més profundes de l'escorça de 4 Vesta, i són un grup de transició cap a les eucrites acumulades.
- Les eucrites acumulades són un tipus rar amb cristalls orientats, que es creu que són deguts a haver-se solidificat en cambres de magma a l'interior de l'escorça de Vesta.
- Les eucrites polimictes són bretxes de regolita que consisteixen principalment en fragments d'eucrita i menys d'una desena part de diogenita, una línia de separació arbitrària de les howardites, que es relacionen per l'estructura.